# Huanghai Major
Huanghai Major (小柴神) — среднеразмерный пикап, выпускавшийся китайской компанией SG Automotive с 2007 по 2012 год.

## Описание
Huanghai Major оснащался 2,2-литровым четырёхцилиндровым бензиновым двигателем мощностью 103 л. с. и крутящим моментом 193 Н·м, либо же 2,4-литровым турбодизельным двигателем мощностью 88 л. с. и крутящим моментом 225 Н·м. Двигатели сочетались в паре с пятиступенчатой механической трансмиссией.
Цены на Huanghai Major варьировались от 54800 до 62800 юаней. Конкурентом является Toyota Tacoma.